# Calomicrus miyamotoi
Calomicrus miyamotoi là một loài bọ cánh cứng trong họ Chrysomelidae. Loài này được Kimoto miêu tả khoa học năm 1969.